# Fates Warning
I Fates Warning sono un gruppo musicale progressive metal statunitense, originario del Connecticut.
Considerati tra i pionieri del genere insieme ai Queensrÿche e ai Dream Theater (i cosiddetti “Big Three”), hanno contribuito alla sua affermazione negli Stati Uniti e nel mondo. I primi lavori, influenzati dalla New Wave of British Heavy Metal, sono stati importanti per lo sviluppo del power metal americano. Successivamente, hanno evoluto lo stile in chiave progressiva realizzando gli album Awaken the Guardian (1986) e No Exit (1988), tra le pietre miliari del genere. Nel corso degli anni hanno cambiato molte volte la formazione, e l'unico componente sempre presente in tutti i lavori del gruppo è il chitarrista e compositore Jim Matheos.

## Storia

### Gli inizi e la prima trilogia (1982-1987)

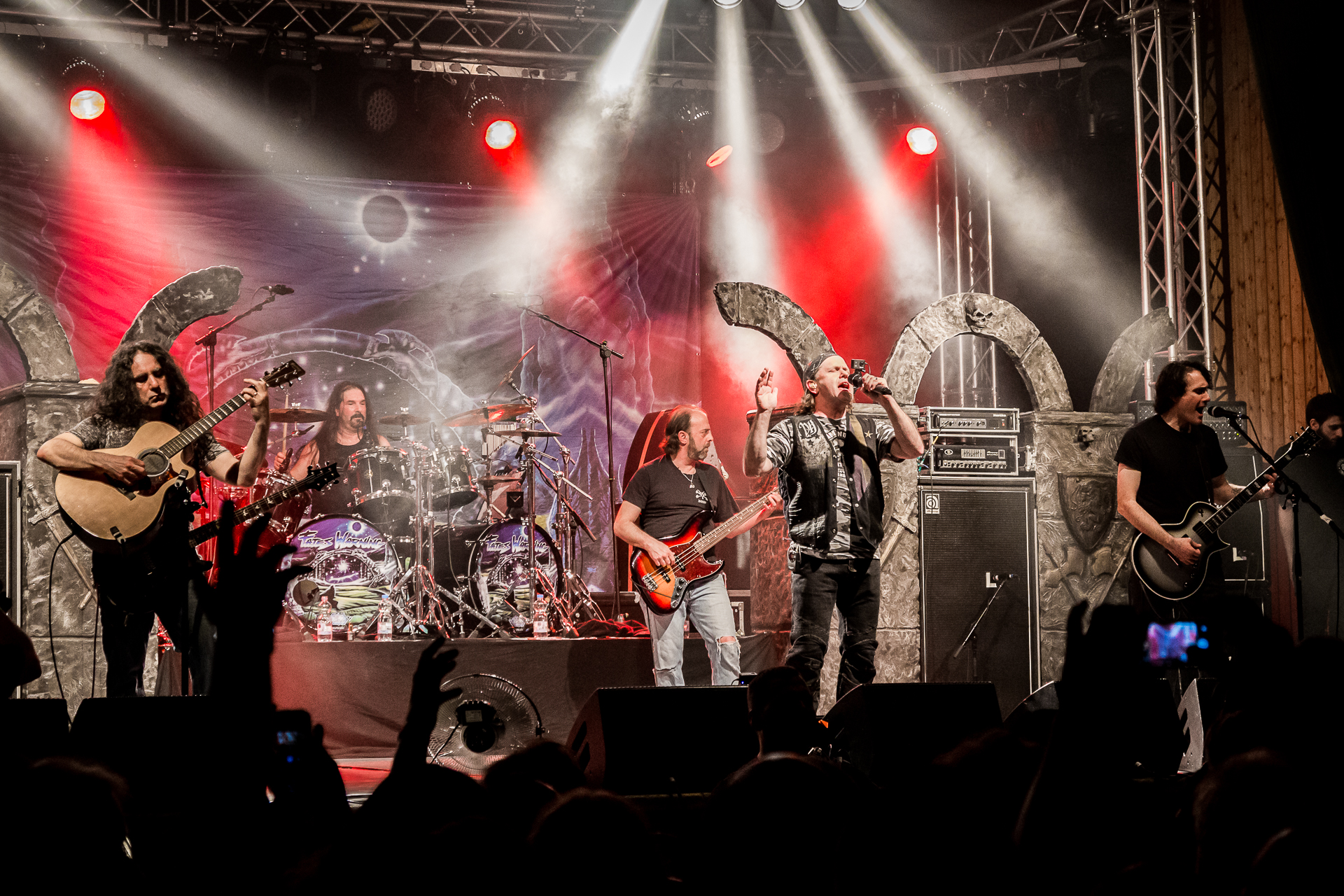
I Fates Warning con la formazione originale al Keep It True Festival 2016, in occasione del Awaken The Guardian album 30th Anniversary Show

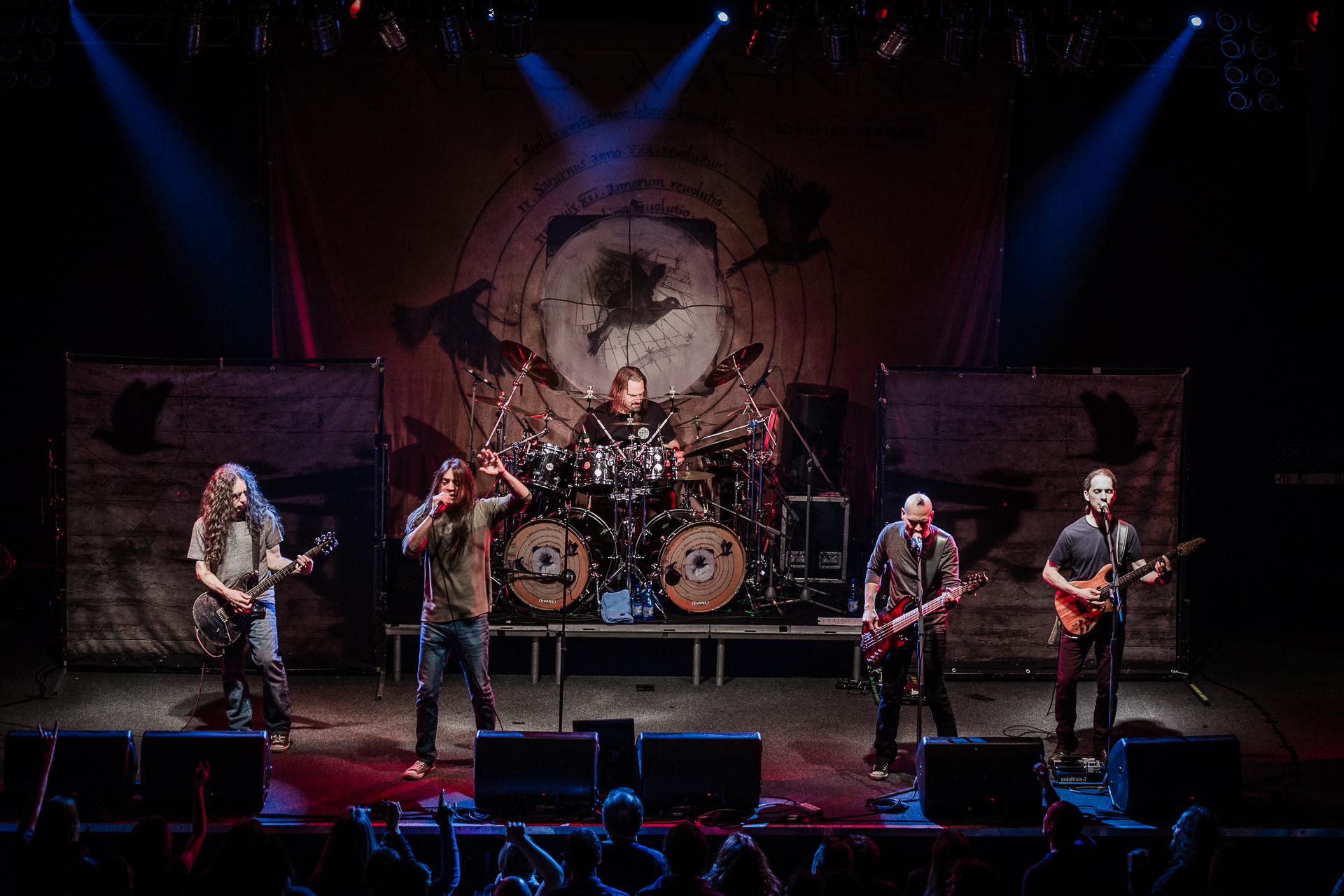
I Fates Warning a Bratislava nel 2017

Nati originariamente con il nome Misfit, nel 1982, ad opera del chitarrista Jim Matheos, dopo aver risposto ad un annuncio per formare un gruppo, sul quotidiano locale di Hartford (nel Connecticut) The Advocate da parte del batterista Steve Zimmerman. All'inizio suonavano solo cover, tra gli altri, di Iron Maiden, Black Sabbath, Scorpions e Judas Priest. Dopo un breve periodo in cui Matheos lasciò la band per comporre proprio materiale, il gruppo tornò nell'estate del 1983 sotto il nome Fates Warning, cambiato per via dell'omonimia con i The Misfits, con Joe DiBiase al basso, John Arch alla voce e Victor Arduini alla seconda chitarra.
Nell'autunno del 1983 registrarono un demo di sei canzoni, cui si aggiungerà Soldier Boy apparsa nella compilation Metal Massacre V dell'etichetta Metal Blade Records. Sulla scia degli entusiastici responsi ottenuti grazie al demo, la Metal Blade Records offrì un contratto alla band nel 1984: lo stesso anno fu pubblicato il loro album di debutto, Night on Bröcken. L'album è profondamente influenzato dallo stile degli Iron Maiden, ma già mostra tratti tipici della band, e viene considerato come una sorta di passo avanti rispetto a quanto fatto dal gruppo verso l'unione della complessità tipica del rock progressivo con la potenza della New Wave of British Heavy Metal, caratteristica che venne ulteriormente sviluppata nei dischi successivi.
Nel 1985 venne pubblicato il secondo album, The Spectre Within, che vede un netto miglioramento rispetto all'esordio, rendendo il gruppo piuttosto unico nel panorama metal underground del periodo. Canzoni come Traveler in Time, Pirates of the Underground, The Apparition ed Epitaph hanno un approccio progressive alla forma canzone, con numerosi cambi di tempo, una maggiore complessità negli arrangiamenti e testi fantasy irti di simbolismi e doppi sensi. Ben accolto dalla critica, il disco però non ottenne il successo sperato ed il tour di supporto all'album si interruppe presto, dopo di che Victor Arduini lasciò la band. Dopo un'attenta ricerca, Frank Aresti, che suonava in un gruppo thrash metal locale, divenne il nuovo chitarrista della band.
Nel 1986 uscì Awaken the Guardian, al quale la band aveva cominciato a lavorare da tempo e che viene generalmente considerato fondamentale e rivoluzionario per il prog metal. Ambizioso per l'epoca, il disco si compone di canzoni dalla struttura complessa, con numerosi cambi di tempo e riff inusuali, su linee vocali frenetiche ed evocative, mantenendo, però, una fluidità di fondo. Awaken the Guardian ottenne un discreto successo per un gruppo underground, entrando nella classifica di Billboard al n.191 e permise ai Fates Warning di intraprendere il loro primo tour esteso in USA, dato che fino ad allora si erano limitati a suonare in locali della zona. Il tour fece scatenare tensioni tra i membri del gruppo e portò all'allontanamento, nel 1987, di John Arch, sostituito, dopo una lunga ricerca, da Ray Alder, cantante del gruppo metal texano Syrus.

### La nuova formazione e la quasi ascesa al successo (1988-1996)

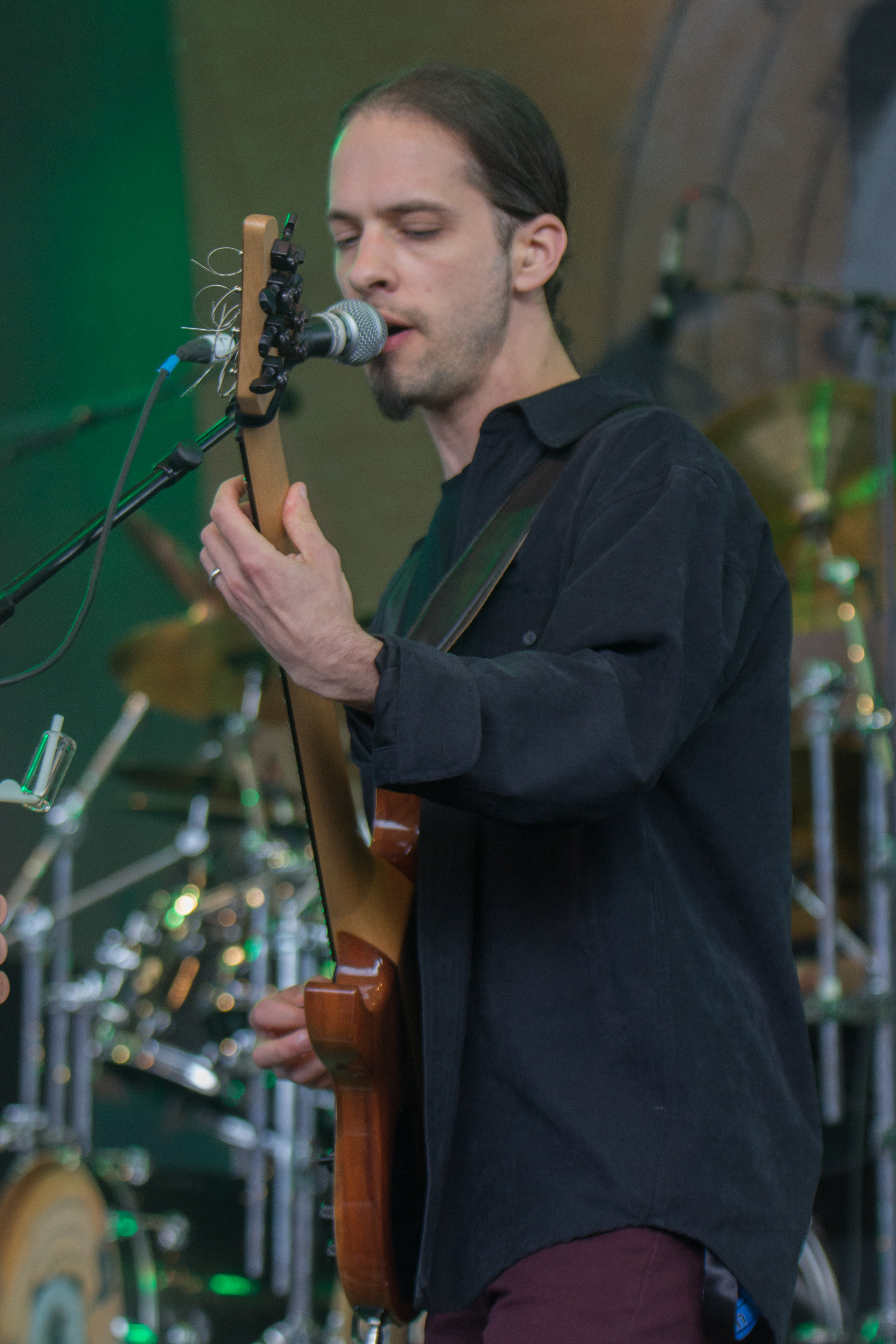
Michael Abdow

Nel 1988 uscì il quarto album, No Exit, il quale porta avanti il percorso del disco precedente, un metal progressivo e complesso dal suono ancora più pesante e aggressivo, con un approccio però che abbandona le atmosfere arcane e antiche ed i testi fantasy (il titolo è ispirato al dramma omonimo di Jean-Paul Sartre). La seconda facciata del disco è interamente composta di una suite di 22 minuti, The Ivory Gate of Dreams. Ben accolto dalla critica, il disco esordì al n. 111 di Billboard ed aumenta la popolarità della band, che produce anche i primi videoclip della propria storia, Anarchy Divine e Silent Cries, diffusi attraverso il programma Headbangers Ball di MTV.
A quel punto della carriera, i Fates Warning decisero di cambiare direzione al proprio suono, passando ad un metal melodico e raffinato. Questo nuovo percorso porta all'allontanamento del batterista Steve Zimmerman in favore del più dotato tecnicamente Mark Zonder, batterista del gruppo epic metal Warlord.
Nel 1989 uscì Perfect Symmetry, ritenuto un album seminale che ha gettato le basi per il progressive metal degli anni '90. Il disco presenta un prog metal melodico e sperimentale (nel lento Chasing Time sono presenti quartetti d'archi), dominato da atmosfere malinconiche, con arrangiamenti estremamente complessi e una sezione ritmica insolita e molto articolata; i testi sono intimisti e maggiormente ancorati alla realtà. Divengono più evidenti le influenze dirette del rock progressivo in brani come At Fates Hands , che vede la partecipazione alle tastiere di Kevin Moore dei Dream Theater. Il cambiamento nel suono è sottolineato anche dall'abbandono del vecchio logo e la copertina elegante firmata da Hugh Syme, famoso per il suo lavoro con i Rush. Il disco esordì al n.141 di Billboard e la band rilascia il videoclip per il loro brano più accessibile e radiofonico mai fatto finora: Through Different Eyes.
Nel 1991 uscì il sesto disco della band, Parallels, che comportò un'altra svolta nella ricerca stilistica del gruppo. Se, da un lato, l'album prosegue il percorso melodico e intimista di Perfect Symmetry, dall'altro lato presenta una maggiore focalizzazione alla forma canzone “semplice”; ad eccezione di brani come The Eleventh Hour e Life in Still Water, esso è composto da pezzi più accessibili rispetto al passato e dall'appeal radiofonico, vicini al percorso degli anni'80 dei Rush e quello dei Queensrÿche dagli anni'90. Prodotto da Terry Brown, noto per la sua collaborazione con i Rush, Parallels è generalmente considerato un disco determinante ed estremamente influente per il prog metal ed è probabilmente il maggior successo della band; anche se non riuscì ad entrare in Billboard 200. Da questo lavoro verranno estratti due videoclip, Eye to Eye e Point of View.
Inside Out, uscito nel 1994, proseguì il discorso intrapreso con Parallels. Tra i brani dell'album spicca Monument, quello più complesso e l'unico da cui è stato tratto un video per la promozione.
L'approccio più diretto nella scrittura dei pezzi, però, non portò il grande successo al gruppo, nonostante i responsi positivi della critica ed un seguito fedele di fans. Nel 1996, il bassista Joe DiBiase e il chitarrista Frank Aresti lasciarono la band.

### A Pleasant Shade of Gray, dipartita di Mark Zonder e il ritorno in studio della band (1997-presente)

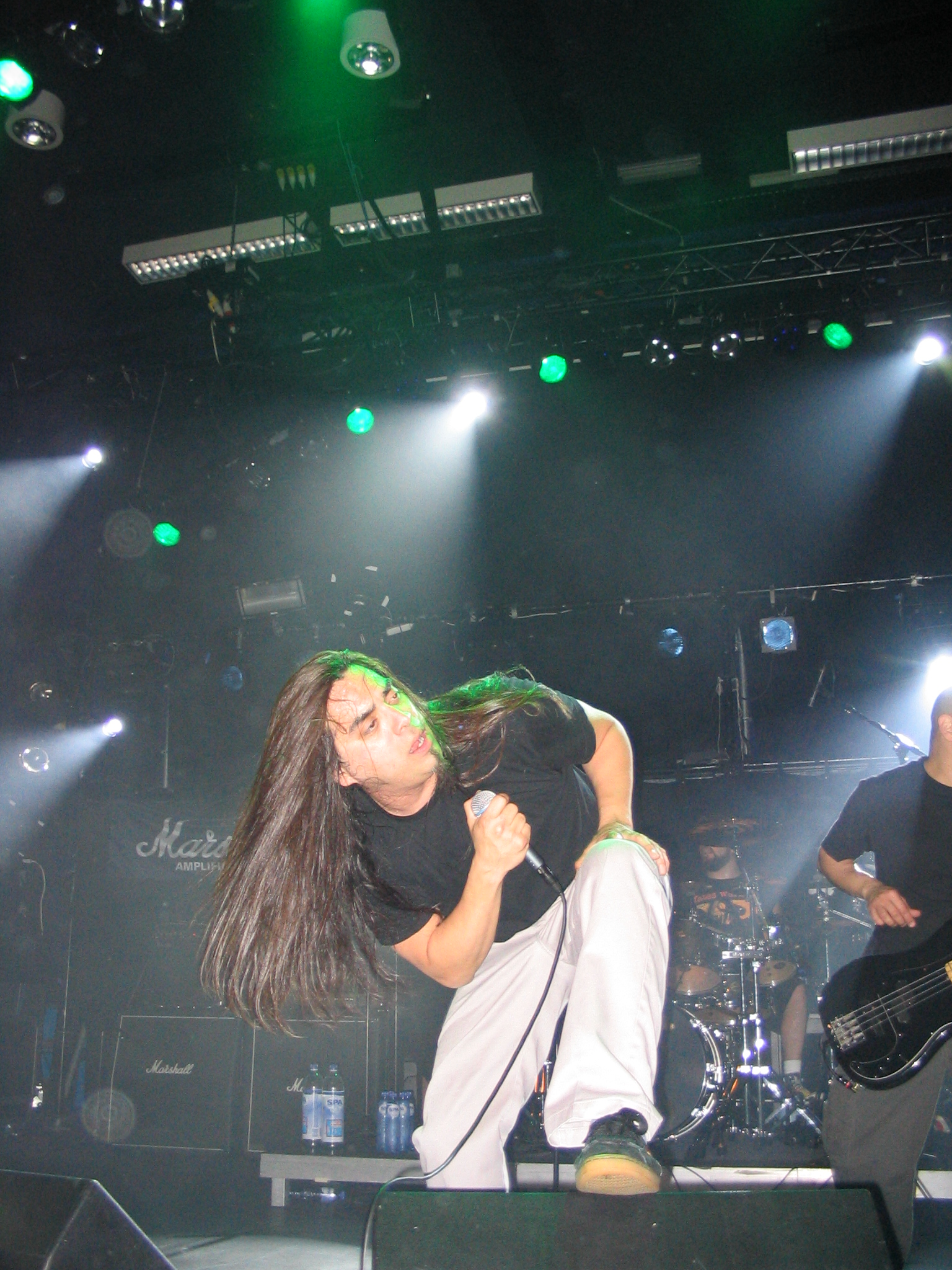
Ray Alder nel 2005

Nel 1997, Jim Matheos, rimasto con Zonder alla batteria e Alder alla voce, recuperò l'approccio complesso e sperimentale che aveva caratterizzato i Fates Warning negli anni'80, integrandolo con la raffinatezza dei due dischi precedenti, componendo una lunga traccia divisa in dodici parti per 53 minuti di musica, A Pleasant Shade of Gray, che vede come musicisti ospiti Joey Vera, degli Armored Saint, al basso e Kevin Moore, ex-Dream Theater, alle tastiere. Prodotto da Terry Brown, è divenuto uno dei dischi più elogiati della band. Nel 1998 uscì un doppio cd live, Still Life, che contiene A Pleasant Shade of Gray nella sua interezza. Joey Vera, al basso, Bernie Versailles alla chitarra e Jason Keazer alle tastiere accompagnano la band su questo disco.
Nel 2000 viene pubblicato Disconnected, che vede ancora Joey Vera e Kevin Moore come ospiti. Il disco prosegue il percorso intrapreso con quello precedente, con un suono più oscuro e pesante, avendo influenze industrial, diviso tra brani più diretti come One e Pieces of Me e canzoni di atmosfera come Disconnected pt.2 con pezzi più complessi, dove spicca la suite Still Remains. Nel 2004, uscì il decimo album della band, FWX, che presenta un ritorno ad una forma canzone più semplice, tipico di dischi come Parallels ed Inside Out, integrandolo con le sonorità di Disconnected. Da questo album è stato tratto il videoclip Simple Human. Dopo questo disco, Mark Zonder lasciò i Fates Warning. L'anno seguente viene pubblicato il DVD Live in Athens, con il batterista Nick D'Virgilio che accompagna la band.
In occasione della pubblicazione della riedizione speciale di Parallels, i Fates Warning, nel 2010, suonano l'intero album dal vivo in alcune date selezionate con la formazione originale del classico del 1991.  Nel 2011, Jim Matheos e John Arch tornano di nuovo a collaborare insieme per dar vita ad un altro album, Sympathetic Resonance, uscito sotto il nome Arch/Matheos, supportati da Frank Aresti alla chitarra solista, Joey Vera, ormai pianta stabile dei Fates Warning, al basso e Bobby Jarzombek, di fatto nuovo membro della band, alla batteria.
Dopo nove anni dall'ultimo lavoro in studio, nel 2013 esce l'undicesimo album a nome Fates Warning, Darkness in a Different Light con la stessa formazione di Arch/Matheos, ma con Ray Alder alla voce. Per festeggiare il trentesimo anno dall'uscita del classico Awaken The Guardian, i Fates Warning suonano dal vivo l'intero album, con la formazione originale del 1986, in due date speciali: il 30 aprile al festival Keep It True XIX in Lauda-Konigshofen (Germania), il 9 settembre al festival ProgPower XVII in Atlanta (Georgia, USA).
Il 1º luglio del 2016 esce il dodicesimo album, Theories of Flight: un disco molto tecnico, sulla scia del precedente, ma che integra in modo maggiore gli elementi degli album passati rendendo l'album più melodico e a tratti più facile da assimilare. Frank Aresti lascia la band per motivi di lavoro e familiari, ma partecipa come ospite in due assoli, mentre Mike Abdow - già ospite sull'album - diventa ufficialmente il chitarrista da tour della band. Nel 2017, la Metal Blade pubblica Awaken the Guardian Live, che ripropone per intero - sia in audio, sia in video -  i due spettacoli speciali tenuti dalla band in occasione del trentennale di Awaken The Guardian, in edizione normale (con il solo concerto al Keep It True XIX su CD) e deluxe (con entrambi i concerti su CD). Nel 2018 viene pubblicato per la Inside Out un nuovo disco dal vivo Live Over Europe, che ripercorre i trent'anni di carriera della band americana dalla venuta di Ray Alder ed è stato registrato durante il secondo tour europeo in supporto di Theories of Flight.
Nel 2019 viene pubblicato Winter Ethereal, secondo album di Arch/Matheos, e il primo album solista di Alder, What the Water Wants. I Fates Warning tornano nel 2020 con Long Day Good Night, l'album più lungo della loro carriera.

## Stile musicale
Il loro stile musicale deriva prevalentemente dall'influenza esercitata dai gruppi progressive come Jethro Tull, Rush, e Kansas, fusi con altri elementi che sono invece caratteristici dell'heavy metal.

## Formazione

### Formazione attuale
- Ray Alder - voce (1987-presente)
- Jim Matheos - chitarra (1982-presente)
- Michael Abdow - chitarra (2017-presente)
- Joey Vera - basso (1996-presente)
- Bobby Jarzombek - batteria (2007-presente)

### Ex componenti principali
- Victor Arduini - chitarra (1982-1985)
- John Arch - voce (1982-1987)
- Joe DiBiase - basso (1982-1996)
- Steve Zimmerman - batteria (1982-1988)
- Frank Aresti - chitarra (1986-1996, 2005-2016)
- Mark Zonder - batteria (1988-2005)
- Nick D'Virgilio − batteria (2005-2007)

## Discografia
- 1984 – Night on Bröcken
- 1985 – The Spectre Within
- 1986 – Awaken the Guardian
- 1988 – No Exit
- 1989 – Perfect Symmetry
- 1991 – Parallels
- 1994 – Inside Out
- 1997 – A Pleasant Shade of Gray
- 2000 – Disconnected
- 2004 – FWX
- 2013 – Darkness in a Different Light
- 2016 – Theories of Flight
- 2020 – Long Day Good Night